# Špital, Zagorje ob Savi
Špital je naselje v Občini Zagorje ob Savi. Ustanovljeno je bilo leta 2000 iz dela ozemlja naselij Jarše Mošenik in Požarje. Leta 2015 je imelo 25 prebivalcev.